# Revolutionary Cells – Animal Liberation Brigade
Les Revolutionary Cells – Animal Liberation Brigade (RCALB) (Cellules Révolutionnaires - Brigade de Libération Animale), connues simplement sous le nom de Animal Liberation Brigade (ALB), sont une organisation américaine prônant la pratique de la diversité des tactiques au sein des mouvements radicaux de libération animale, qu'ils soient — en théorie — violents ou pas, constituée d'un ensemble de cellules autonomes et clandestines à tendances radicales pouvant se réclamer librement de l'organisation si leur raison politique principale est celle de la libération animale. Dans les faits, une ou des cellules de cette organisation commettent plusieurs attentats à la bombe artisanale en 2003, puis d'autres actions violentes par la suite. Les cellules des RCALB, comme organisation sans structure ni leader mènent des actions directes similaires à celles de l'Animal Rights Militia (ARM) , dont des attaques terroristes, des menaces, des intimidations et des actions violentes envers ceux qu'elles considèrent comme leurs ennemis.

## Origines et premières attaques

### Attaque du 28 aout 2003
L'organisation fait une première apparition aux États-Unis le 28 août 2003 avec l'attentat terroriste à la bombe contre les bureaux de la Chiron Corporation à Emeryville, en Californie. Deux bombes artisanales au nitrate d'ammonium explosent à une heure d'intervalle, causant des dégâts matériels, mais aucun blessé,. Le FBI pense que la deuxième bombe est programmée pour cibler les premiers intervenants arrivés sur place.
Auparavant, des employés de cette même entreprise ont rapporté être harcelés et voir leurs propriétés dégradées avec des slogans revendicatifs de la cause animale. Les militants des RCALB ont par la suite revendiqué des incendies de véhicules et menacé d'envoyer des lettres piégées à des particuliers en Californie. Les cibles sont des entreprises clientes du laboratoire d'expérimentation animale Huntingdon Life Sciences et des chercheurs sur les animaux à l'UCLA et au California National Primate Research Center.

### Attaque du 26 septembre 2003
Le 26 septembre 2003, une troisième bombe artisanale confectionnée pour produire des éclats explose au siège de Shackles Inc. à Pleasanton, causant de nouveau des dégâts matériels, mais pas de victimes humaines. Les RCALB publient un communiqué dans lequel ils affirment que les clients de Huntingdon Life Sciences « ont eu leur chance de cesser leur collaboration avec cette entreprise » et qu'ils seront désormais considérés, ainsi que leurs familles, comme des cibles légitimes,. Le 11 juin 2003 - un mois avant le premier attentat - Le Stop Huntingdon Animal Cruelty (SHAC) communique aux RCALB une liste d'employés de l'entreprise Chiron prise pour cible, contenant leurs détails privés, ainsi que des informations permettant de contourner la sécurité du bâtiment.

### Suites
En 2007, un engin incendiaire placé sur la voiture d'un employé de l'UCLA fut désarmé. Le 5 février 2008, une bombe incendiaire explose au domicile d'une professeure de psychiatrie et de pharmacologie de l'UCLA. C'était la deuxième attaque visant cette employée en l'espace de quatre mois. De nombreux autres employés reçoivent des menaces et des lettres piégées aux lames de rasoir.
Le FBI émet un mandat d'arrêt contre Daniel San Diego, identifié pour son association présumée avec la cellule responsable des attentats de 2003, mais il reste à ce jour introuvable. Il est donc toujours inculpé pour le crime présumé de destruction de biens.

## Structure et analyse
Jean-Marc Flükiger, un chercheur sur le terrorisme, évoque dans un essai l'influence d'organisations plus anciennes comme le Front de libération animale (ALF) et le Stop Huntingdon Animal Cruelty (SHAC) sur les RCALB et d'autres mouvements semblables, particulièrement en popularisant le concept de résistance sans chef et des guides de conduites, qui autorisent théoriquement à n'importe qui de se réclamer de ces organisations tant que les guides sont respectés. Il note la rupture claire entre l'ALF et les RCALB sur le principe de non-violence (le troisième principe chez l'ALF) , cette dernière revendiquant sur ce point la liberté d'être "violente ou pas". D'autres organisations proches comme le Justice Department ou l'ARM adoptent des guides de conduite similaire et commettent des actions directes violentes qui divisent les organisations du mouvement radical pour la libération des animaux. Un militant anonyme de l'ALF déclare lors d'une interview " Si un être humain est blessé, ce ne peut pas être une action de l'ALF ou de l'Earth Liberation Front (ELF). Par vertu des guides de conduites, ce n'est pas une action de l'ALF ".
Jean-Marc Flükiger note par ailleurs des rapprochements entre les mouvements radicaux de libération des animaux et les mouvements de libération de la terre, avec certaines actions directes et certaines attaques commises par des cellules aux USA et à Berne, en Suisse, se réclamant conjointement des deux mouvements.

### Perceptions et critiques

Logo de l'ALF, considérée comme une influence des RCALB et d'autres structures semblables

Oren Segal, codirecteur du Centre sur l'extrémisme de la Ligue anti-diffamation, estime que le groupe est composé des mêmes quelques « loups solitaires » qui mènent des actions au nom de l'ALF et du Front de libération de la Terre (ELF), « les noms sont interchangeables... ils vont se renommer en fonction des actions qu'ils mènent » ajoutant ensuite « ils sont devenus très violents ces dernières années, qu'ils s'attaquent à des humains était inévitable ». La Ligue Anti-Diffamation considère les RCALB et l'ALB comme une des franges les plus extrêmes de l'écoterrorisme aux États-Unis et s'alarme de constater des méthodes de plus en plus violentes employées par certains partisans de la cause animale.
Le Centre Français de Recherche sur le Renseignement considère que le SHAC - classé comme un mouvement violent- donne naissance aux RCALB, un « groupuscule encore plus violent ». Ils estiment que les actions de ces « ultra de la cause animale » illustrent une dérive préoccupante des franges violente de ces organisations. Ils établissent la menace non seulement dans les méthodes employées, mais aussi dans les idéologies qui prônent la destruction du système et le retour à une ère préindustrielle. Selon ce bulletin, il n'y aucun doute sur le caractère terroriste et criminel de ces mouvances, employant le terme de « djihad environnementaliste », et souligne que ces structures sont classées sur les listes des organisations terroristes aux USA et au Royaume-Uni.
Dans un ouvrage traitant des extrémismes violents au Canada, les auteurs David Morin, Sami Aoun et Sylvana Al Baba Douaihy estiment que l'ALB et d'autres organisations similaires s'imposeront davantage dans le contexte de la crise climatique dont l'importance grandit. Ils s'intéressent à la situation actuelle et notent que le nombre d'attentats est relativement stable depuis le pic du milieu des années 2000, et que ces mouvements semblent moins violents depuis. La faible mortalité causée par les attentats de ces structures est analysé comme une cause probable de leur nature discursive, souhaitant avant tout mettre en avant leurs idées en usant de la violence, mais ne souhaitant pas réellement causer la mort de personnes.
J. David Jentsch, un neuroscientifique de l'Université de Californie subit en 2009 un attentat. Sa voiture, garée dans l'allée, explose puis prend feu, qui se propage alors à son domicile. Il est depuis cet événement un fervent défenseur et une figure publique en faveur de l'expérimentation animale, faisant valoir les bénéfices de ces pratiques pour la recherche scientifique. Il met en avant l'approche éthique prenant en compte la souffrance animale dans ses travaux et l'expérimentation animale en général. Il critique sévèrement les organisations radicales de libération animale dont l'ALB, dénonçant leurs pratiques. Il s'agace également de l'insuffisance législative autorisant des manifestations proches de son domicile régulièrement, et un manque de considération des autorités pour la sécurité des personnes menacées ouvertement comme lui-même et d'autres de ses collègues.

### Idéologies et revendications
Une analyse automatique de texte de la revue associée aux mouvements radicaux de libération animale «No Compromise» couvrant la durée de publication de 1996 à 2006 montre après les attentats des RCALB de 2003 un déclin des considérations pour l'identité des mouvements et une augmentation des discussions autour des tactiques des RCALB et de débats autour de l'usage ou non de la violence, ainsi qu'une place plus importante accordée aux efforts de recrutement. Ils constatent également une plus grande place accordée au sujet de l'expérimentation animale.
À la suite de la publication en 2003 d'un communiqué via une revue partisane, l'ALB pose les directives de son mouvement : mener des actions directes, stratégiques, violentes ou non. Faire le maximum pour minimiser les victimes non ciblées, humaines ou non. Respecter la diversité des tactiques, violentes ou non. Et enfin, tout activiste luttant pour la libération des nations humaines et animales peut se réclamer des RCALB.
Toujours dans le même communiqué, l'ALB écrit que « le meurtre ne sera plus exclusivement commis par les oppresseurs, maintenant les oppressés rendront les coups. Nous deviendrons non-violents lorsque ces gens deviendront non-violents envers la nation animale ». Ils déclarent que les cellules existent comme une façade à un large spectre de mouvements politiques : anarchistes, communistes, luddites, féministes, queers, et bien sûr partisans de la cause animale, pour n'en citer que quelques-uns. Ils promeuvent un large éventail d'actions directes, du fauchage des OGM à la voiture piégée, jusqu'à rendre justice à soi-même par la peine de mort, dans le cas de viols par exemple.
Des hommages posthumes sont également rendus à des membres d'autres organisations terroristes, paramilitaires ou de lutte armée comme l'IRA, l'ETA ou le LTTE. Ils concluent le communiqué ainsi : « bouger de la politique vers la praxis, et que quiconque souhaite rejoindre la guerre contre les hiérarchies oppressives est bienvenue au sein des RCALB ».
Par ailleurs, l'existence d'activistes se réclamant des Cellules révolutionnaires ou Milice des droits des animaux (ARM), un autre nom utilisé pour infliger la violence, reflète une lutte au sein du Front de libération des animaux et du mouvement des droits des animaux en général, entre ceux qui croient que la violence et les tactiques de terreur sont justifiées, et ceux qui insistent pour que le mouvement les rejette au profit d'une résistance non violente.[réf. souhaitée]